# 찬딜 발로치

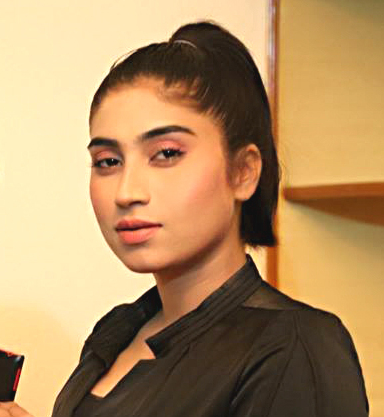

포우지아 아짐(우르두어: فوزیہ عظیم, 1990년 3월 1일 ~ 2016년 7월 15일)은 찬딜 발로치(قندیل بلوچ)라는 이름으로 더 잘 알려진 파키스탄의 인터넷 유명 인사였다. 스스로를 페미니스트라 칭하며 파키스탄의 여성차별에 반대하는 목소리를 냈다.
2016년 7월 15일, 물탄의 저택에서 질식사한채로 발견되었다. 발로치의 오빠 와심 아짐이 "가족의 명예를 더럽혔다."며 명예 살인을 고백하였다.

## 같이 보기
- 피해자 비난